# Scinax dolloi
Scinax dolloi är en groddjursart som först beskrevs av Werner 1903.  Scinax dolloi ingår i släktet Scinax och familjen lövgrodor. Inga underarter finns listade i Catalogue of Life.